# Centre des sports d'hiver UBC
Le Centre des sports d’hiver UBC (ou Thunderbird Arena), est une salle de sport situé sur le campus de l'Université de la Colombie-Britannique, dans le secteur ouest de Vancouver en Colombie-Britannique, Canada.
La patinoire est l'hôte de l'équipe de hockey des Thunderbirds de l'UCB. Le site a une capacité d'accueil de 7 200 places.

## Travaux et rénovations
L'Université de la Colombie-Britannique (en anglais University of British Columbia, UBC) et le COVAN (Comité d'Organisation des Jeux olympiques et paralympiques d'hiver de 2010 à Vancouver) ont érigé le UBC Winter Sport Centre qui accueillera  des matchs de hockey sur glace masculins et féminins pour les Jeux olympiques d'hiver de 2010 ainsi que des matchs hockey sur luge pour les Jeux paralympiques d'hiver de 2010.
Un partenariat passé avec le gouvernement canadien et la province de Colombie-Britannique avait pour projet la rénovation de la Father David Bauer Arena, ancien nom donné à la patinoire construite en 1963, et la construction de deux nouvelles patinoires : une patinoire d'entrainement et une patinoire de compétition d'une capacité respective de 200 et 980 places.

## Évènements
Après les Jeux olympiques, le site devient un centre sportif et récréatif multidisciplinaire de haut niveau.
- Finale du Grand Prix ISU de patinage artistique 2018-2019
- Skate Canada 2021
- Skate Canada 2023